# A Happy Place
A Happy Place è un singolo della cantautrice britannica Katie Melua pubblicato il 23 luglio in versione digitale ed il 26 luglio 2010 su CD singolo, secondo estratto dall'album The House.

## Tracce
Digital download
1. A Happy Place - 3:29
2. A Happy Place (Robbie Rivera's Juicy Ibiza Mix) - 8:07
3. A Happy Place (Loverush UK Mix) - 3:36
4. A Happy Place (Danny Kirsch Mix) - 3:47
5. A Happy Place (Beatnoids Mix) - 4:32
6. A Happy Place (Product01mix) - 6:12
7. A Happy Place (Sparks Vs Katie Melua) - 4:20

CD single
1. A Happy Place - 3:29
2. A Happy Place (Sparks Vs Katie Melua) - 4:20